# Det Deliske Søforbund
Det Deliske Søforbund var en sammenslutning af græske poleis (bystater) i det 5. århundrede f.Kr. Det blev anført af Athen. Da mange af forbundets poleis var for fattige til at give skibe til den fælles flåde, betalte de i stedet skat til Athen, så der var penge nok til at bygge de dyre triremer.
I 478 f.Kr. efter Xerxes' fejlslagne forsøg på at erobre Grækenland, førte spartaneren Pausanias de græske styrker imod Persien. Han var en upopulær hærfører (som måske konspirerede med perserne), og Sparta var ivrig efter at stoppe krigen. Sparta overgav lederskabet i den følgende kampagne til Athen, der var glad for at modtage det. Det Deliske Søforbund blev oprettet i 477 f.Kr. som en både offensiv og defensiv alliance imod perserne. Hovedbystaterne i forbundet var Athen, Khios, Samos og Lesbos. Også mange af de større øer og joniske bystater gik med.
Athen var forbundets leder fra starten, men fælleskassen var ved placeret på øen Delos, deraf navnet. Det som hver stat skulle bidrage med, blev fastsat af athenernes leder, Aristides. Nogle af medlemmerne bidrog med skibe, andre med tropper, andre med våben og andre med penge. Et råd bestående af repræsentanter for alle bystaterne mødtes regelmæssigt på Delos, sandsynligvis da de kom med deres afgifter til kassen på øen.
Det Deliske Søforbunds første handling var indtagelsen af Eion under Kimons lederskab. Eion var en persisk forpost ved en flod på vejen til Asien. Efter sejren angreb forbundet adskillige piratøer i det Ægæiske Hav, mest kendt er Skyros, hvor de gjorde de dolopiske indbyggere til slaver, og Athen oprettede en koloni. Få år senere sejlede forbundet mod Caria og Lycia, og det slog den persiske hær og flåde i slaget ved Eurymedon.
Disse aktioner var sandsynligvis mest populære hos forbundets egne medlemmer. Men forbundet, især Athen, var villig til at tvinge byer til at melde sig ind eller til at forblive i forbundet. Carystus, en by på sydspidsen af Euboia, blev tvunget til at melde sig ind pga. militære aktioner foretaget af Athen. Begrundelsen var, at Carystus nød forbundets fordele (beskyttelse imod pirater og persere) og skulle bidrage til det fælles ansvar. Derudover var Carystus en ofte brugt base for persiske belejringer. De athenske politikere var nødt til at retfærdiggøre deres handlinger for at få stemmer. Naxos, en af medlemsstaterne, forsøgte at træde ud, og blev gjort til slaver. Naxos blev vist tvunget til at rive bymurene ned, miste sin flåde og miste sin stemmeret i forbundet.
I 454 f.Kr. flyttede Athen forbundets fælleskasse fra Delos til Athen under påskud af at beskytte den mod perserne. Plutark påpeger at mange af Perikles' rivaler så flytningen til Athen som et forsøg på at tilrane sig økonomiske midler til forskellige byggeprojekter, bl.a. Parthenon. Athen skiftede også mening mht. til modtagelse af afgifter til forbundet. Hvor de tidligere accepterede skibe, mænd og våben, ville de nu kun acceptere penge. Pengene fra den nye forbundskasse i Athen blev brugt til meget, der ikke havde med forbundet at gøre. Akropolis, Parthenon og andet, blev bygget for forbundsmidler. Det var på den tid, at det blev påstået, at det Athenske Imperium opstod; fordi definitionen af imperium er, at en række byer betaler skatter til en central, dominerende by, mens den lader de lokale regeringer sidde. Det Deliske Søforbund skiftede nu fra at være en alliance til at være et imperium.
I 461 f.Kr. blev Kimon landsforvist ved ostracisme, og han blev efterfulgt af demokrater som Ephialtes og Perikles. Det markerede et totalt skift i athensk udenrigspolitik, at byen forsømte alliancen med spartanerne og allierede sig med Spartas fjender, Argos og Thessalien. Megara forlod det Peloponnesiske Forbund og allierede sig med Athen. Det muliggjorde bygningen af dobbeltmure på det smalle stykke land, der forbinder Peloponnes med det græske fastland. Det beskyttede Athen mod angreb derfra. På omtrent samme tidspunkt byggedes – på opfordring af den indflydelsesrige taler Themistokles – de lange mure mellem Athen og Piræus, Athens havneby. Dette gjorde praktisk talt Athen usårlig for angreb fra landsiden.
Snart brød den Første Peloponnesiske Krig ud. I 458 f.Kr. blokerede Athen øen Ægina, og på samme tid forsvarede de Megara mod korintherne ved at sende en hjælpehær. Den var sammensat af for unge eller for gamle til normal krigstjeneste. Det følgende år sendte Sparta en hær til Boiotien, der modtog hjælp fra Theben for at holde athenerne i skak. Spartas tilbagetog blev blokeret, og de besluttede at marchere mod Athen, hvis lange mure ikke var færdige endnu. Sparta vandt slaget ved Tanagra. Nu kunne spartanerne vende tilbage. To måneder senere invaderede athenerne under Myronides Boiotien og vandt Slaget ved Oenophyta. Derved fik de kontrol over hele Boiotien bortset fra Theben.
Krigen mod perserne forsatte i mellemtiden. I 460 f.Kr. havde Egypten gjort oprør under Inarus og Amyrtaeus, der havde bedt athenerne om hjælp. Perikles kom dem med 200 skibe, der skulle have angrebet Cypern for at skade perserne. Persernes omdømme havde allerede lidt da de fejlede i et forsøg på at slå grækerne, og Perikles ønskede at øge persernes dårlige omdømme. Men efter fire år blev oprøret slået ned af general Megabyzus, som slog største delen af de athenske styrker. De tilbageværende flygtede til Kyrene (ligger i det nuværende Libyen) og hjem.
Dette var athenernes begrundelse (officelt set i hvert fald) til at flytte forbundskassen fra Delos til Athen – hvad der styrkede Athens kontrol over forbundet. Perserne fulgte op på sejren ved at sende en flåde ud, der skulle genoprette persisk kontrol over Cypern. 200 skibe blev sendt mod dem ledet af Kimon, der i 451 f.Kr. vendte tilbage fra ostrakisme. Han døde under blokaden af Citium, mens flåden vandt en dobbeltsejr.
Denne kamp var den sidste store, der blev kæmpet mod perserne. Mange forfattere berettede, at en formel fredstraktat, kendt som Kalliasfreden, blev formaliseret i 450 f.Kr.. Andre mener, at traktaten var en myte skabt for at øge Athens magt. Men der kom i hvert fald en forståelse, der tillod athenerne at rette deres blik imod begivenheder i det græske område.
Freden med perserne blev fulgt af adskillige nederlag. Slaget ved Koronea i 447 f.Kr. førte til tabet af Boiotien. Euboia og Megara gjorde oprør, og mens den første fik sin status som skatpligtig allieret tilbage, blev Megara et varigt tab. Det Deliske Søforbund og Det Peloponnesiske Forbund sluttede en fredstraktat, der skulle vare i 30 år. Den varede kun indtil 431 f.Kr. da den Peloponnesiske Krig brød ud.
De, der uden held gjorde oprør, så at Athen statuerede et eksempel ved mytilenernes oprør. Mytilenerne var hovedbefolkningsgruppen på Lesbos, og efter et fejlslagent oprør, krævede athenerne døden over hele den mandlige befolkning. Efter betænkningstid formildede de ordren til kun at henrette de 1000 førende anstiftere af oprøret, og de fordelte hele øens landområde til athenske, der blev sendt ud for at bo på Lesbos.
Den form for behandling var ikke kun for dem, der gjorde oprør. Thukydid giver et eksempel, hvor Melos, en lille ø neutral i krig skønt grundlagt af spartanerne, blev tvunget til at slutte sig til athenerne eller overgive sig. Da de valgte at stå imod, blev deres by belejret og indtaget. De mandlige indbyggere blev dræbt, og kvinderne solgt som slaver (se Thukydids Meliske Dialog).
Det Deliske Sørforbund blev aldrig formelt det Athenske Imperium. Men ved begyndelsen på den Peloponnesiske krig, var der kun Khios og Lesbos tilbage, der bidrog med skibe, og disse stater var nu alt for svage til at rive sig løs alene. Lesbos prøvede at gøre oprør, men det slog fuldstændigt fejl. Khios, det største mest og magtfulde af de oprindelige medlemmer efter Athen, var de sidste til at gøre oprør. I efter Ekspeditionen til Syrakus havde de succes i flere år og opmuntrede hele Jonien til at gøre oprør. Athen var dog stadig stærk nok til at undertrykke disse oprør.
Det athenske Imperium var meget ustabilt, og kun 27 år med krig, hjulpet af perserne og intern strid, var i stand til at knække det. Det Andet Athenske Imperium, et maritimt selvforsvarsforbund, blev snart efter oprettet i 377 f.Kr.. Det var anført af athenerne. Men Athen skulle aldrig genskabe sin fulde magt, og byens fjender var nu flere og langt stærkere.